# Rohan Gotobed
Rohan Gotobed (Poole, 26 febbraio 1998) è un attore britannico.

## Biografia
Rohan è nato e vive a Poole, Inghilterra. È conosciuto principalmente per aver interpretato il ruolo del giovane Sirius Black nell'epilogo finale della serie cinematografica Harry Potter e i Doni della Morte - Parte 2. Ha due sorelle più piccole, Melissa e Hattie, anche loro sono apparse nel film. Melissa ha recitato nel ruolo di una studentessa del primo anno e Hattie ha fatto una comparsa.
Rohan ha ricevuto un merito per i suoi esami LAMDA di 3 livello. Ha avuto vari ruoli in produzioni scolastiche. Rohan ha appena iniziato la Grammar School e frequenta il club di teatro della scuola. Frequenta inoltre molti altri club della scuola, tra cui: Historical Society, Chimica, del libro, Vela, Calcio, Magia e Geografia. È Consigliere eletto e ha rappresentato la scuola alla Conferenza sul Bullismo nelle scuole locali. Rohan ama la storia e le scienze e frequenta il Wessex Astronomy club.
È appassionato del gioco online Warhammer e, recentemente, ha rappresentato la regione del Sud alle finali delle scuole a Nottingham. Rohan ama camminare nel Lake District e ama tutti gli animali, possiede un cane, un English Springer Spaniel, due criceti e delle lumache. 
Egli è anche nei Boy Scout e recentemente ha completato l' 'Order of the Welly' escursione durante la notte. Le ambizioni di Rohan sono di andare a Oxford, scrivere un romanzo e apparire in Harry Potter (quello che ha fatto), Doctor Who e The Hobbit.

## Filmografia
- Season Of The Witch, regia di Peter Goddard - voce (2009)
- Harry Potter e i Doni della Morte - Parte 2 (Harry Potter and the Deathly Hallows: Part 2), regia di David Yates (2011)
- The Babysitter, regia di Andrew Tidmarsh - cortometraggio (2011)
- Any Minute Now, regia di Peter Goddard (2013)
- Beneath the Skin, regia di Aaron Ellis e Michael MacKinnley (2015)
- Slaughterhouse spacca (Slaughterhouse Rulez), regia di Crispian Mills (2018)